# Llanfair Caereinion
Pour les articles homonymes, voir Llanfair.
Llanfair Caereinion est une petite ville de marché et une communauté du Powys, au pays de Galles.

## Géographie
Llanfair Caereinion est située dans le nord du Powys, dans le comté historique du Montgomeryshire, à une douzaine de kilomètres à l'ouest de la ville de Welshpool.

## Histoire
En 1295, la bataille de Maes Moydog prend place à proximité de Llanfair Caereinion.

## Démographie
Au recensement de 2011, la communauté de Llanfair Caereinion comptait 1 810 habitants.